# 柳ヶ瀬寄席
柳ヶ瀬寄席（やながせよせ）は、岐阜県岐阜市で行われている寄席である。
2006年（平成18年）に岐阜市の市民活動支援事業助成団体に認定された柳ヶ瀬寄席実行委員会が行っている市民活動支援事業で、中心市街地「柳ヶ瀬」の賑わいの創出とスローライフ事業推進などを目的に定期的に開催されている。
事業名は「柳ヶ瀬寄席実施による街なか賑わいの創出とスローライフ推進事業」。

## 開催
（敬称略）
・第1回（2006年9月2日、喫茶「花時計」）：かつら小梅、桂梅團治 (4代目)
・第2回（2006年11月26日、シネックスホール）：桂さん都、桂文鹿、桂出丸、笑福亭猿笑
・第3回（2007年3月11日、シネックスホール）：林家卯三郎、桂梅團治
・特番（2007年7月22日、シネックスホール）：桂佐ん吉、桂歌之助 (3代目)、桂宗助
・第4回（2007年10月6日、シネックスホール）：桂三金、桂三風、桂枝三郎 (3代目
・第5回（2008年3月9日、シネックスホール）：露の都、桂歌之助　
・第6回（2008年7月27日、シネックスホール）：桂歌之助、笑福亭呂竹、桂吉弥
・第7回（2008年10月4日、シネックスホール）：桂ひろば、笑福亭由瓶、桂歌之助
・第8回（2008年11月16日、シネックスホール）：三遊亭窓輝、雷門獅籠、桂福若
・第9回（2009年3月1日、シネックスホール）：桂福団治、桂福若、桂福六
・第10回（2009年7月5日、シネックスホール）：桂阿か枝、笑福亭伯枝
・第11回（2009年10月3日、ロイヤルシアター）：桂福団治、桂福若、桂福六
・第12回（2010年3月7日、シネックスホール）：桂歌之助、桂宗助
・第13回（2010年6月27日、シネックスホール）：桂枝三郎、茂益亭蝶代
・第14回（2010年10月2日、シネックスホール）：茂益亭蝶代、桂梅団治
・第15回（2011年3月13日、シネックスホール）：笑福亭呂竹、桂歌之助
・第16回（2011年7月3日、シネックスホール）：桂二乗、桂宗助、
・第17回（2012年3月4日、シネックスホール）：桂優々、桂宗助
・第18回（2013年3月4日、シネックスホール）：笑福亭喬若、笑福伯枝
・第19回（2013年10月6日、シネックスホール）：林家染吉、桂歌之助
・第20回（2014年3月3日、シネックスホール）：桂福車、笑福亭飛梅
・第21回（2014年10月5日、シネックスホール）：桂まめだ、桂丸福
・第22回（2015年3月2日、シネックスホール）：桂弥太郎、桂歌之助
・第23回（2015年10月4日、シネックスホール）：笑福亭嬌太、林家花丸
・第24回（2016年4月19日、シネックスホール）：林家花丸、
・第25回（2016年10月4日、シネックスホール）：桂丸福、森乃福郎
・第26回（2017年10月2日、シネックスホール）：桂歌之助、桂治門
・第27回（2018年10月　、シネックス）ホール）：桂梅団治、桂子梅
・第28回（2019年10月7日、シネックスホール）：桂鷹治、笑福亭智丸
・第29回（2020年10月6日、シネックスホール）：桂歌之助、桂　弥太郎
※2023年12月13日をもって柳ケ瀬寄席実行委員会を解散致しました。
　計29回の開催にご尽力ご協力いただきました岐阜市、岐阜市柳ケ瀬商店街連合会
　シネックスホール、岐阜大学落語研究会、聖徳学園大学落語研究会、ボランティアの皆様に深く感謝申し上げます。

## 主催
柳ヶ瀬寄席実行委員会
- 旧代表：和田浅治 （初代）　谷　博久（２代目）
- 現代表:原　俊範（第３代目）